# John Baptist Wang Xixian
John Baptist Wang Xixian (chiń. 王希賢; ur. 21 maja 1926, zm. 25 maja 2005) – chiński duchowny rzymskokatolicki, arcybiskup Suiyuanu, ofiara prześladowań komunistycznych.

## Biografia
Urodził się w katolickiej rodzinie. 31 maja 1953 przyjął święcenia prezbiteriatu. Do 1957 był wykładowcą seminarium duchownego w Hohhot.
W 1957 został aresztowany. W latach 1958-1979 był więźniem obozu pracy. W 1980 powrócił do pracy duszpasterskiej przy katedrze w Hohhot i nauczania w seminarium.
W 1997 Patriotyczne Stowarzyszenie Katolików Chińskich wybrało go arcybiskupem Suiyuanu. 24 czerwca 1997 w Hohhot, za zgodą papieża Jana Pawła II, przyjął sakrę biskupią z rąk arcybiskupa xi’ańskiego Anthoniego Li Duana. Współkonsekratorami byli patriotyczny biskup Shanby Francis Xavier Guo Zhengji i biskup Datongu Thaddeus Guo Yingong. Jego sakra była uznawana zarówno przez Stolicę Apostolską jak i rząd w Pekinie.
Podczas jego pontyfikatu nastąpił rozwój archidiecezji po latach prześladowań. W chwili jego śmierci liczyła ona ok. 50000 wiernych, 50 młodych księży, około 100 zakonnic i 40 seminarzystów. Był ceniony za pojednanie pomiędzy wspólnotami podziemną i oficjalną w archidiecezji.
Przez ostatnie dwa lata życia cierpiał na nowotwór kości. Arcybiskupem Suiyuanu był do śmierci 25 maja 2005.